# Orille
Orille (llamada oficialmente San Pedro de Ourille) es una parroquia y un lugar del municipio español de Verea, en la provincia de Orense, Galicia.

## Toponimia
La parroquia también es conocida por el nombre de San Pedro de Orille.

## Historia
Hacia mediados del siglo XIX, la parroquia, ya por entonces perteneciente a Verea, tenía contabilizada una población de 482 habitantes. Aparece descrita en el duodécimo volumen del Diccionario geográfico-estadístico-histórico de España y sus posesiones de Ultramar de Pascual Madoz con las siguientes palabras:

ORILLE (San Pedro): felig. en la prov. y dióc. de Orense (5leg.), part. jud. de Bande (1 1/2), ayunt. de Verea (1/4). sit. en la parte setentrional de los montes de Bande, á la der. del r. Sorga, con libre ventilacion, y clima sano. Tiene mas de 100 casas, y una igl. parr. (San Pedro) servida por un cura de segundo ascenso y provision ordinaria; tambien hay una ermita de propiedad particular, y otra del vecindario. Confina el térm. N. Sorga; E. Pitelos; S. Sanguñedo, y O. Verea. El terreno es montuoso y de buena calidad. prod.: centeno, maiz, patatas, castañas, lino y algunas frutas; se cria ganado vacuno, de cerda, lanar y cabrío; hay caza de liebres, conejos y perdices, y alguna pesca menuda. pobl.: 114 vec , 482 almas contr.: con su ayunt. (V.).
(Madoz, 1849, p. 364)

## Organización territorial
La parroquia está formada por seis entidades de población:
- A Pía
- As Laceiras
- Fondodevila
- Ourille (Ourille de Arriba)
- Sabucedo
- San Vicente

## Demografía

### Parroquia
| Gráfica de evolución demográfica de Orille (parroquia) entre 2000 y 2023 |
|                                                                          |
| Datos según el nomenclátor publicado por el INE.                         |

### Lugar
| Gráfica de evolución demográfica de Ourille (lugar) entre 2000 y 2023 |
|                                                                       |
| Datos según el nomenclátor publicado por el INE.                      |